# Папаз (Урошевац)
Папаз (алб. Papaz) је насељено место у општини Урошевац, на Косову и Метохији. Према попису становништва из 2011. у насељу је живело 516 становника.

## Становништво
Према попису из 2011. године, Папаз има следећи етнички састав становништва:
| Националност | 2011.        |
| Албанци      | 516 (100,0%) |
| Укупно       | 516          |

| Демографија | Демографија | Демографија |
| Година      | Становника  | Становника  |
| ----------- | ----------- | ----------- |
| 1948.       | 233         |             |
| 1953.       | 295         |             |
| 1961.       | 315         |             |
| 1971.       | 336         |             |
| 1981.       | 397         |             |
| 1991.       | 589         |             |
| 2011.       | 516         |             |